# 道格拉斯·麦格雷戈
道格拉斯·麦格雷戈（1906年—1964年）， 为美国麻省理工学院史隆管理學院教授，此外还于1948年至1954年期间担任安托荷学院（Antioch College）校长， 他也在印度加尔各答管理学院任教。

## 个人生活
麦格雷戈于1906年9月6日出生在密歇根州底特律，父母是默里·詹姆斯和杰西·阿德莉亚·麦格雷戈。他小时候在收容所当志愿工，会弹钢琴和唱歌。在高中时，他替家族企业“麦格雷戈学院”工作。该学院最初名为“男子救助中心”，为底特律的无家可归者提供精神和职业服务。他的叔叔是底特律慈善家特雷西·W·麦格雷戈。
麦格雷戈在仰光理工学院获得机械工程学士学位，并于1932年在韦恩州立大学获得文学学士学位。随后，他于1933年和1935年在哈佛大学分别获得心理学硕士和博士学位。
早年他曾辍学去纽约州布法罗当加油站服务员，后来成为区域经理。1930年，他重新回到学校。在麦格雷戈学院获得底特律公共工程部的资助后，于1932年返回韦恩州立大学完成学位。

## 《企业的人性面》
1960年，其出版的《企业的人性面》深刻地影响了教学领域。在该书中，麦格雷戈主张在一定环境中雇员可以通过权威、引导、控制、自我控制而达到激励效果。该理论即著名的X理论和Y理论，其中Y理论被广泛地运用于当今的企业管理中。